# Akustyka architektoniczna
Akustyka w architekturze to branża budownictwa zajmująca się 3 głównymi obszarami zagadnień występowania dźwięku w środowisku człowieka:
1. komfortem użytkowania,
2. bezpieczeństwem,
3. ochroną środowiska.

W Unii Europejskiej obowiązuje dyrektywa 2002/49/WE w sprawie oceny i kontroli poziomu hałasu w środowisku. Na terenach, gdzie występują przekroczenia dopuszczalnych poziomów hałasu tworzone są tzw mapy akustyczne. Opracowaniem map zajmują się Biura Ochrony Środowiska.